# Мурадым (Аургазинский район)
Мурадым (баш. Мораҙым) — деревня в Михайловском сельсовете Аургазинского района Республики Башкортостан России.

## Географическое положение
Расстояние до:
- районного центра (Толбазы): 26 км,
- центра сельсовета (Михайловка): 8 км,
- ближайшей железнодорожной станции (Давлеканово): 42 км.

## История
Образовано в 2002 году путем объединения деревень Новомурадымово и Старомурадымово.

## Население
| 2002 | 2009 | 2010 |
| ---- | ---- | ---- |
| 862  | ↘849 | ↘773 |

Согласно переписи 2002 года, проживающие в деревне по национальности — башкиры (100 %).

## Люди, связанные с селом
- Надршина Фануза Аитбаевна — фольклорист.